# غار کارده
غار کارده، در ۳ کیلومتری روستاری کارده و در ۴۸ کیلومتری مشهد قرار دارد. دهانه غار به صورت یک شکاف سنگی است. عرض آن ۳ متر و طول آن ۱۰۰ متر است. از نوع غارهای خشک و دارای پرتگاه‌های خطرناک می‌باشد.

## منبع
- حسن زنده دل (۱۳۷۷)، استان خراسان، نشر ایرانگردان